# Vézian (évêque)
 (novembre 2013).
Vézian fut évêque de Rodez de son élection en 1247 à sa mort en août 1274.

## Biographie
On ignore sa région d'origine et son extraction sociale.
Frère mineur, il fut un des premiers membres de l'ordre franciscain à accéder à l'épiscopat. 
Il était aussi notaire apostolique lors de son élection en 1247. 
L'année d'avant, les chanoines de Rodez avaient élu évêque l'un des leurs, l'ancien sénéchal de Rouergue Brenguier Centols, mais l'archevêque de Bourges Philippe Berruyer refusa à plusieurs reprises de confirmer cette première élection malgré plusieurs sollicitations du pape Innocent IV.
Dès son arrivée à Rodez en 1247, il engagea une réforme du chapitre cathédral qui suscita une très forte opposition des chanoines tout au long de l'épiscopat.
Au cours de son long pontificat, Vézian entra en conflit avec de nombreux acteurs de la vie politique locale, en particulier avec le comte de Rodez Hugues IV, avec le seigneur de Séverac Gui V et avec le comte de Toulouse (et frère de saint Louis) Alphonse de Poitiers. Ces seigneurs lui disputaient de nombreux droits et revenus et l'accusaient de chercher à étendre sa juridiction temporelle. On lui reprochait aussi d'abuser des sanctions canoniques, en particulier de l'excommunication. 
En 1261, le pape Alexandre IV lança une enquête contre Vézian sur des accusations de profanation de l'office divin, de simonie, de sodomie et de « nombreux autres crimes qui offensent Dieu et scandalisent les hommes ». Les auteurs de la dénonciation ne furent jamais mentionnés au cours de la procédure, mais Alphonse de Poitiers ou saint Louis, qui gouvernaient alors en commun avec l'Église les terres prises à la maison des comtes de Saint-Gilles à l'issue de la Croisade albigeoise, jouèrent sans doute un rôle décisif pour l'ouverture de l'enquête. Cette dernière fut d'abord confiée à l'archevêque de Narbonne Gui Foucois, ancien serviteur d'Alphonse de Poitiers et de saint Louis, futur pape sous le nom de Clément IV. La procédure traîna en longueur et fut relancée par les papes Urbain IV et Clément IV, jusqu'en 1267. Elle fut probablement abandonnée peu après, sans sanction contre Vézian.
Raimond de Calmont d'Olt, un membre du chapitre qui s'était opposé à Vézian, lui succéda à sa mort.